# Promovare și retrogradare în Liga Națională de handbal feminin 2023-2024
Acest articol descrie fazele de promovare și retrogradare la finalul Ligii Naționale de handbal feminin 2023-2024.

## Format
La ediția 2023-2024 a Ligii Naționale au participat 14 echipe. Conform regulamentului publicat de FRH, echipele clasate pe ultimele două locuri (13 și 14) după ultima etapă a competiției au retrogradat direct în Divizia A. Echipele care au terminat pe locurile 11 și 12 după ultima etapă a competiției au disputat un turneu de baraj împreună cu formațiile clasate pe locurile 3 și 4 la sfârșitul turneului final al Diviziei A. Conform regulamentului, echipele clasate pe primele două locuri la finalul turneului de baraj au rămas în Liga Națională.
Echipele care au retrogradat direct au fost următoarele:
- CS Universitar Știința București, retrogradată matematic în urma înfrângerii din 23 martie 2024, din etapa a XX-a.
- CS Dacia Mioveni 2012, retrogradată matematic în urma înfrângerii de pe 31 martie 2024, din etapa a XXI-a;

CSM Slatina și CSM Iași 2020, echipele clasate pe locurile 1 și 2 la turneul final al Diviziei A, au promovat direct în Liga Națională.

## Echipele

### Echipe care au participat la baraj
| Echipa                    | Competiția din care a provenit | Locul obținut în acea competiție | Data deciderii participării la baraj |
| ------------------------- | ------------------------------ | -------------------------------- | ------------------------------------ |
| CSM Târgu Jiu             | Liga Națională                 | Locul 11                         | 18 mai 2024                          |
| HC Zalău                  | Liga Națională                 | Locul 12                         | 15 mai 2024                          |
| CSM Deva                  | Divizia A                      | Locul 3                          | 11 mai 2024                          |
| CS Activ Prahova Ploiești | Divizia A                      | Locul 4                          | 11 mai 2024                          |

## Partidele
Regulamentul de desfășurare a ediției 2023-2024 a ligii naționale a stabilit ca turneul de baraj să se desfășoare pe 24-26 mai 2024. Pe 19 mai s-a anunțat că turneul va fi găzduit de Mioveni.
|  | Echipe rămase în Liga Națională |
|  | Echipe rămase în Divizia A      |

Actualizat pe 26 mai 2024;
| Loc | Echipa                    | J | V | E | Î | GM | GP | G    | P | Poziție                                |
| --- | ------------------------- | - | - | - | - | -- | -- | ---- | - | -------------------------------------- |
| 1   | CSM Târgu Jiu             | 3 | 3 | 0 | 0 | 88 | 75 | + 13 | 9 | Locul 11 în Liga Națională             |
| 2   | HC Zalău                  | 3 | 2 | 0 | 1 | 83 | 77 | + 6  | 6 | Locul 12 în Liga Națională             |
| 3   | CSM Deva                  | 3 | 0 | 1 | 2 | 83 | 89 | – 6  | 1 | Locul 3 la turneul final al Diviziei A |
| 4   | CS Activ Prahova Ploiești | 3 | 0 | 1 | 2 | 80 | 93 | – 13 | 1 | Locul 4 la turneul final al Diviziei A |

| 24 mai 2024 11:00 | CSM Târgu Jiu | 31 – 20 | CS Activ Prahova Ploiești         | Sala Sporturilor, Mioveni Arbitri: Basso, Tofan |
| 24 mai 2024 11:00 | Paulo 8       | (14–10) | Beșleagă, Fînaru, Popescu, Sava 3 | Sala Sporturilor, Mioveni Arbitri: Basso, Tofan |
| 24 mai 2024 11:00 | 6× 1×         | Cronica | 2× 1×                             | Sala Sporturilor, Mioveni Arbitri: Basso, Tofan |

| 24 mai 2024 14:00 | HC Zalău        | 27 – 22 | CSM Deva     | Sala Sporturilor, Mioveni Asistență: 100 Arbitri: Drăgănescu, Rădulescu |
| 24 mai 2024 14:00 | Lazić, Stamin 7 | (13–12) | Diagouraga 6 | Sala Sporturilor, Mioveni Asistență: 100 Arbitri: Drăgănescu, Rădulescu |
| 24 mai 2024 14:00 | 4× 2×           | Cronica | 6×           | Sala Sporturilor, Mioveni Asistență: 100 Arbitri: Drăgănescu, Rădulescu |

| 25 mai 2024 11:00 | CSM Târgu Jiu       | 28 – 27 | CSM Deva     | Sala Sporturilor, Mioveni Asistență: 100 Arbitri: Ghesoiu, Tita |
| 25 mai 2024 11:00 | Chiricuță, Ciolan 5 | (13–13) | Diagouraga 6 | Sala Sporturilor, Mioveni Asistență: 100 Arbitri: Ghesoiu, Tita |
| 25 mai 2024 11:00 | 3× 1×               | Cronica | 4× 1×        | Sala Sporturilor, Mioveni Asistență: 100 Arbitri: Ghesoiu, Tita |

| 25 mai 2024 14:00 | HC Zalău | 28 – 26 | CS Activ Prahova Ploiești | Sala Sporturilor, Mioveni Asistență: 100 Arbitri: Manafu, Pavel |
| 25 mai 2024 14:00 | Lazić 17 | (14–14) | Berbece 7                 | Sala Sporturilor, Mioveni Asistență: 100 Arbitri: Manafu, Pavel |
| 25 mai 2024 14:00 | 5× 2×    | Cronica | 8× 1× 1×                  | Sala Sporturilor, Mioveni Asistență: 100 Arbitri: Manafu, Pavel |

| 26 mai 2024 11:00 | CSM Deva | 34 – 34 | CS Activ Prahova Ploiești | Sala Sporturilor, Mioveni Asistență: 50 |
| 26 mai 2024 11:00 | Matavš 6 | (21–13) | Beșleagă 9                | Sala Sporturilor, Mioveni Asistență: 50 |
| 26 mai 2024 11:00 | 6×       | Cronica | 6× 1× 1×                  | Sala Sporturilor, Mioveni Asistență: 50 |

| 26 mai 2024 14:00 | CSM Târgu Jiu | 29 – 28 | HC Zalău  | Sala Sporturilor, Mioveni Asistență: 50 Arbitri: Florina, Răduț |
| 26 mai 2024 14:00 | Paulo 8       | (17–13) | Prikop 12 | Sala Sporturilor, Mioveni Asistență: 50 Arbitri: Florina, Răduț |
| 26 mai 2024 14:00 | 5× 1×         | Cronica | 2× 1×     | Sala Sporturilor, Mioveni Asistență: 50 Arbitri: Florina, Răduț |

În urma meciurilor disputate, CSM Târgu Jiu și HC Zalău, clasate pe primele două locuri la sfârșitul turneului de baraj, și-au păstrat locul în Liga Națională și în sezonul 2024-2025.

## Principalele marcatoare ale turneului de baraj
Actualizat pe data de 26 mai 2024
| Poz. | Nume                    | Echipă                    | Goluri |
| ---- | ----------------------- | ------------------------- | ------ |
| 1    | Emilija Lazić (SRB)     | HC Zalău                  | 24     |
| 2    | Helena Paulo (ANG)      | CSM Târgu Jiu             | 20     |
| 3    | Roxana Beșleagă (ROU)   | CS Activ Prahova Ploiești | 17     |
| 4    | Fanta Diagouraga (CGO)  | CSM Deva                  | 16     |
| 5    | Aleksandra Prikop (UKR) | HC Zalău                  | 25     |
| 6    | Tatiana Šutranová (SVK) | CSM Deva                  | 13     |
| 7    | Ana Ciolan (ROU)        | CSM Târgu Jiu             | 12     |
| 8    | Andreea Chiricuță (ROU) | CSM Târgu Jiu             | 10     |
| 8    | Lavinia Florea (ROU)    | CSM Deva                  | 10     |
| 8    | Roberta Stamin (ROU)    | HC Zalău                  | 10     |
| 8    | Andreea Taivan (ROU)    | CS Activ Prahova Ploiești | 10     |